# Thil (Alta Garona)
Thil é uma comuna francesa na região administrativa de Occitânia, no departamento de Alta Garona. Estende-se por uma área de 23,68 km². Em 2010 a comuna tinha 1 186 habitantes (densidade: 50,1 hab./km²).